# OFB MPV
Ordnance Factory Board Mine Protected Vehicle (OFB MPV) — это минозащищённый бронетранспортёр, используемый индийской армией и Центральными резервными полицейскими силами для перевозки личного состава. Конструкция MPV была основана на южноафриканском бронетранспортёре Casspir Mk II, который Индия использует с 1990-х годов.
MPV были усовершенствованы компанией OFB после отзывов Центральной резервной полиции, основанных на их опыте столкновения с мощными самодельными взрывными устройствами, которые смогли уничтожить бронемашины и убить находящихся внутри людей во время засад.

## История
MPV был разработан в 2001 году. В 2004 году был экспортирован в Непал.
MPV был впервые публично представлен в 2007 году под названием Aditya. Выпускается артиллерийским заводом Medak. Индийская армия заключила контракт на поставку 1400 бронемашин MPV, а в ноябре 2007 года был получен заказ на 250 бронемашин.
В течение короткого времени американские военные осторожно рассматривали возможность приобретения индийских бронетранспортёров производства OFB.
Однако после серии засад, проведённых с применением самодельных взрывных устройств (СВУ), которые смогли уничтожить MPV в 2005 году, они были описаны генеральным директором Центральной резервной полиции К. Виджаем Кумаром просто как «гробы на колёсах».
Причина была проста: наксалиты смогли изготовить самодельные взрывные устройства, содержащие до 80 килограммов взрывчатого вещества, и ни один бронетранспортёр типа MRAP не может быть сконструирован таким образом, чтобы выдержать силу взрыва, создаваемую самодельным взрывным устройством, но не противотанковой миной.
Следовательно, данные бронетранспортёры стали использоваться в ограниченных целях, таких как эвакуация пострадавших.
Это также вынудило Центральную резервную полицию искать альтернативные средства для успешного противодействия засадам с самодельными взрывными устройствами.ЦРП прекратила эксплуатацию большинства своих MPV в 2012 году.
Тем временем MPV были отправлены в Кашмир для использования в обеспечении безопасности находящихся там конвоев ЦРП, поскольку повстанцы, действующие в регионе и в районах, находящихся под влиянием Наксалитов, использовали разные оперативные методы. Бронетранспортёры ЦРП использовались только для эвакуации пострадавших.
В 2012 году ЦРП обратилась к специалистам OFB с автомобильного завода в Джабалпуре с просьбой усовершенствовать бронетранспортёры MPV для лучшей защиты от СВУ.
OFB выпустила модернизированную версию MPV, известную как Modern Mine Protected Vehicle (MMPV) или Yuktirath, которая была заказана индийской армией с первоначальным заказом в 14 машин в 2009 году. Yuktirath впервые был официально представлен публике в 2012 году на выставке Defexpo 2012. Индийская армия сделала заказ на 250 MPV в конце сентября 2016 года, которые, как ожидается, будут произведены автомобильным заводом в Джабалпуре
Компания Ordnance Factory Board Medak получила награду Golden Peacock за инновационный продукт во время церемонии в Дубае в 2016 году за выдающиеся достижения в области технологий создания и модернизации MPV.

## Конструкция
Будучи основанным на бронетранспортёре Casspir, MPV имеет тот же V-образный корпус с возможностью установки боевого модуля или навесной турели для пулемёта в целях защиты и самообороны. Боевые модули могут быть вооружены пулемётами или гранатомётами.
Его использование подверглось критике со стороны ЦРП из-за плохой защиты, что означает, что для их уничтожения можно использовать более мощные СВУ, когда они находятся в патрулировании. Самодельные взрывные устройства, изготовленные наксалитами, состоят из удобрений, желатина, эмульсий и суспензий. Их успехи в уничтожении бронемашин служат главным образом пропагандой для наксалитов.
Yuktirath обладает лучшей защитой, чем его предшественник, выдерживая 14 кг взрывчатки и 1 кг шрапнели с расстояния 5 метров при высоте 1,5 метра. Улучшения также включают в себя улучшенные оси, которые можно легко заменить в случае повреждения в результате подрыва на самодельное взрывное устройство. Он также может выдерживать тротил и другие типы взрывчатых веществ весом до 42 кг под колесом и 35 кг под корпусом с колёсной формулой 6x6.
Государственный министр обороны М. М. Паллам Раджу упомянул о необходимости модернизации технологий производства в связи с созданием бронетранспортёров Yuktirath.

### Испытания
В ходе совместных испытаний с намибийским бронетранспортёром Wer’wolf MKII индийская армия заявила, что MPV потерпел неудачу в большинстве проведенных испытаний, таких как езда по крутой местности со случайными поломками, протечками и сломанными деталями. Во время имитационных испытаний самодельного взрывного устройства MPV вышел из строя, так как были разрушены окна и плиты пола, а задние оси и корпус получили серьёзные повреждения. В какой-то момент экипаж MPV отказался участвовать в вождении автомобиля по снегу в рамках снежного испытания, не доверяя его достоинствам. Это означало, что бронетранспортёр должен быть переработан для повышения безопасности войск.

## Варианты
- Aditya — первая версия MPV. Впервые был изготовлен в 2001 году, но публично анонсирован в 2007 году.[4][6] Сконструирован таким образом, чтобы выдерживать воздействие тротила и других типов взрывчатых веществ весом до 14 кг под колесом и 10 кг под корпусом.[21]
- Yuktirath — вторая версия MPV. Сконструирован таким образом, чтобы выдерживать взрывы тротила и других типов взрывчатых веществ весом до 42 кг под колесом и 35 кг под корпусом, а также 14 кг взрывчатки и 1 кг шрапнели с расстояния 5 метров при высоте 1,5 метра под корпусом с колёсной формулой 6x6.[19] Другим известным вариантом, помимо версии MRAP, является легкобронированная эвакуационная машина, которая имеет колёсную формулу 4x4.[19]

## На вооружении
- Индия[1]
- Мьянма[29]
- Непал.[30]